# Суха Хора
Суха Хора (слч. Suchá Hora) насељено је мјесто са административним статусом сеоске општине (слч. obec) у округу Тврдошин, у Жилинском крају, Словачка Република.

## Становништво
| Година:    | 1994. | 2004.    | 2014.   | 2024.   |
| ---------- | ----- | -------- | ------- | ------- |
| Број људи: | 1145  | 1291     | 1404    | 1483    |
| Разлика:   |       | +12,75 % | +8,75 % | +5,62 % |

| Година:    | 2023. | 2024.   |
| ---------- | ----- | ------- |
| Број људи: | 1479  | 1483    |
| Разлика:   |       | +0,27 % |

Према подацима о броју становника из 2024. године насеље је имало 1483 становника.